# Карл Пфеффер-Вільденбрух
Карл Пфеффер-Вільденбрух (нім. Karl Pfeffer-Wildenbruch; 12 червня 1888, Рюдерсдорф-Калькберге — 29 січня 1971, Білефельд) — німецький офіцер Ваффен-СС і Поліції, обергруппенфюрер СС і генерал Ваффен-СС і Поліції, кавалер Лицарського хреста Залізного хреста з Дубовим листям.

## Ранні роки
Карл Пфеффер-Вільденбрух народився 12 червня 1888 року в місті Рюдерсдорф-Калькберге. У 1907 році вступив в армію. Був учасником Першої світової війни. За бойові заслуги нагороджений Залізним хрестом 2-го і 1-го класу.
Після війни служив в шуцполіції. З серпня 1930 року був інспектором жандармерії в Чилі. 1 квітня 1936 року став командиром 2-го батальйону 81-го піхотного полку. 1 серпня 1936 року перейшов у чині генерал-майора в поліцію порядку, став генерал-інспектором поліцейських шкіл. Пфеффер-Вільденбрух вступив у НСДАП (партійний квиток № 1 364 387). 12 березня 1939 року Карл вступив до СС (службове посвідчення № 292 713), був призначений у штаб Рейхсфюрера-СС.

## Друга світова війна
1 жовтня 1939 року призначений командиром поліцейської дивізії СС. З 8 жовтня 1943 по 11 червня 1944 був командувачем VI ваффен-армійського корпусу СС (латиського). З 30 серпня 1944 року був командувачем частин СС в Угорщині (зі штаб-квартирою в Будапешті), брав участь у боях на озері Балатон. З 24 грудня 1944 по 12 лютого 1945 очолював IX ваффен-гірського корпусу СС (хорватського). 12 лютого 1945 року був узятий у полон в Будапешті радянськими військами.

## Життя після війни
10 серпня 1949 року військовим трибуналом військ МВС Латвійської РСР засуджений до 25 років ув'язнення в таборах. 9 жовтня 1955 року як неамністований злочинець переданий владі ФРН і звільнений. Карл Пфеффер-Вільденбрух помер 29 січня 1971 року в місті Білефельд.

## Звання
- Бригадефюрер СС (12 березня 1939)
- Группенфюрер СС і генерал-лейтенант Поліції (20 квітня 1940)
- Обергруппенфюрер СС і генерал Ваффен-СС і Поліції (9 листопада 1943)

## Нагороди
- Залізний хрест 2-го і 1-го класу
- Нагрудний знак «За поранення» в чорному
- Почесний хрест ветерана війни з мечами
- Медаль «У пам'ять 13 березня 1938 року»
- Медаль «У пам'ять 1 жовтня 1938»
- Застібка до Залізного хреста
  - 2-го класу (20 червня 1940)
  - 1-го класу (22 червня 1940)
- Почесна шпага рейхсфюрера СС
- Кільце «Мертва голова»
- Лицарський хрест Залізного хреста з Дубовим листям
  - Лицарський хрест (11 січня 1945) як обергруппенфюрер СС і генерал Ваффен-СС і Поліції і командувач IX ваффен-гірського корпусу СС (хорватського)
  - Дубове листя (№ 723; 1 лютого 1945) як обергруппенфюрер СС і генерал Ваффен-СС і Поліції і командувач IX ваффен-гірського корпусу СС (хорватського)